# Need U
Need U è un singolo dei rapper statunitensi Fxxxxy e Gunna, pubblicato il 3 agosto 2018.

## Tracce
1. Need U – 3:17